# Ariana (Tunesien)
Ariana (arabisch أريانة, DMG Aryāna) ist eine Stadt im Norden Tunesiens, deren Stadtgebiet Teil der Agglomeration der tunesischen Hauptstadt Tunis ist. Sie ist die Hauptstadt des gleichnamigen Gouvernements Ariana und wird von annähernd 115.000 Menschen bewohnt.

## Geografie
Ariana liegt im Norden Tunesiens unweit des Mittelmeers. Die Stadt wird vom Golf von Tunis durch den seichten Salzsee Sebkha Ariana getrennt.

## Geschichte
Die Ursprünge gehen zurück auf die Dynastie der Ziriden. Ihren heutigen Namen erhielt die Stadt im 5. Jahrhundert n. Chr. während der Herrschaft der Vandalen in Nordafrika.

## Söhne und Töchter der Stadt
- Taoufik Belghith (* 1948), tunesischer Fußballspieler
- Kaouther Tabai (* 1964), tunesisch-deutsche Schriftstellerin und Übersetzerin
- Hatem Trabelsi (* 1977), tunesischer Fußballspieler
- Hichem Zahi (* 1981), tunesischer Basketballspieler
- Bilel Ifa (* 1990), tunesischer Fußballspieler
- Ferjani Sassi (* 1992), tunesischer Fußballspieler
- Yassine Meriah (* 1993), tunesischer Fußballspieler

## Einzelnachweise

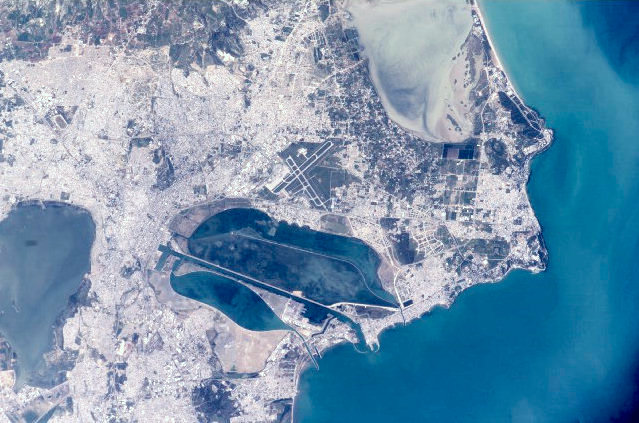
Satellitenbild der nordöstlichen Agglomeration von Tunis. Ariana liegt nordwestlich des deutlich sichtbaren Flughafen Tunis.